# Березовський (Білозерський район)
Бере́зовський (рос. Берёзовский) — селище у складі Білозерського району Курганської області, Росія. Входить до складу Боровської сільської ради.
Населення — 99 осіб (2010, 169 у 2002).